# VOICE (福田沙紀のアルバム)
「VOICE 」（ヴォイス）は、福田沙紀の2枚目のオリジナル・アルバム。

## 解説
フライトマスターからの移籍後第1弾アルバムで、『Sakippo』から3年半ぶりのアルバム。ヒットシングル「明日への光」（テレビ朝日系金曜ナイトドラマ「メイド刑事」挿入歌）、多保孝一が手掛けるシングル「Spr*ing for you」、福田自身の作詞による表題曲「VOICE」他を収録。初回盤にはDVDが付属。

## 収録曲
1. Spr*ing for you  [4:45][1]
作詞：尾上文
作曲・編曲：多保孝一
7thシングル。
2. Lips [4:42][1]
作詞：尾上文
作曲：柳田光康
編曲：Michitomo
3. Re;start [4:36][1]
作詞：福田沙紀
作曲・編曲：柳田光康
4. VOICE [4:41][1]
作詞：福田沙紀
作曲・編曲：柳田光康
5. 南風 [4:31][1]
作詞：堀下さゆり
作曲：柳田光康
編曲：Michitomo
6. be proud of… [4:58][1]
作詞：尾上文
作曲：柳田光康
編曲：大場康司
7. 桜道 [6:17][1]
作詞：堀下さゆり
作曲・編曲：千葉直樹
8. 明日への光  [3:45][1]
作詞：尾上文
作曲：明石昌夫
編曲：大場康司
6thシングル。
本人主演ドラマ「メイド刑事」挿入歌。
9. Candy [4:47][1]
作詞・作曲:具島直子
編曲:Michitomo
10. もう一度 [6:57][1]
作詞：福田沙紀
作曲：柳田光康
編曲：千葉直樹・涌井啓一
11. Spr*ing for you [Reprise] [4:33][1]

### 初回限定盤特典
DVD
1. 「Spr*ing for you」 PV(Short Movie Version)
2. 特典映像：MOVIE BLOG ~福田沙紀が語る『VOICE』制作日記~

封入特典
1. オールカラー40P写真集<やさしい光に包まれた“ほんわカワイイ写真集”>
2. 福田沙紀 オフィシャルサポーターカード×1枚<オリジナルQTカード・2タイプ>